# 吳奇隆
吳奇隆（英語：Nicky Wu，1970年10月31日—），臺灣男歌手及演員。1988年以偶像團體「小虎隊」成員出道，1992年單飛，於歌影視全方位發展。

## 生平

### 早年
吳奇隆出生於臺北縣新莊鎮（今新北市新莊區），在家排行第二，有一名哥哥吳奇展和一名弟弟吳奇霖。從小因為家境問題常常搬家，需要打工賺學費和生活費。他先后就讀於思賢國小、新泰國中、省立體專，以及輔仁大學體育系。小学时被柔道队老师选中参加校队，开始进行专业训练；国中期间，吴奇隆连续三年获得全省中等学校运动会跆拳道冠军，并多次赴新加坡、泰国参加柔道、跆拳道邀请赛。1986年吴奇隆因比赛成绩被保送进入台中体育专科学校（现台湾体育运动大学），入选亚运会的储备选手。专科毕业后，他於1993年以跆拳道专长考入輔大體育系，與弟弟吳奇霖成為同班同學。
吳奇隆曾连续三年夺得台湾柔道與跆拳道锦标赛的冠军，入選國家代表隊。他在体育比赛中共获得23个冠军及135枚奖牌，包括1985年在泰国举办的“东南亚跆拳比赛”中获冠军，後因比賽時受傷導致右肩習慣性脫臼，以及父親欠債，放棄國手生涯。吳奇隆服兵役时曾任宪兵队跆拳道教官，是柔道黑帶兩段和跆拳道黑帶五段。

### 小虎隊（1988-1991）
1988年，吳奇隆趁暑假擺地攤時，被飛碟唱片及開麗創意組合經紀發掘。公司的一名經紀人在觀察吳奇隆三天之後打電話邀請他去試鏡，但被吳奇隆拒絕。因此開麗唱片轉向游說吳奇隆的母親、每天電話聊天。最後吳奇隆的母親被說動，強迫吳奇隆去參加試鏡 。
試鏡當天每個人都要表演一段一分半鐘的舞蹈，而從沒有舞蹈基礎的吳奇隆並沒有準備，只好跟別人借音樂帶並模仿其他競爭者，最後表演了一個後空翻獲得評審的青睞，與蘇有朋和陳志朋組成「小虎隊」。1988年7月27日在綜藝節目《TV新秀爭霸站》節目中擔任節目助理出道，小虎隊第一次在電視亮相時表演張國榮名曲《拒絕再玩》。
1989年小虎隊在春節灌錄了《新年快樂》和《青蘋果樂園》兩首歌，而這張和憂歡派對的合輯上市不到兩個月銷台湾售量就突破了二十五萬張。小虎隊一夕之間成為台灣最受歡迎的男子團體。 四月在國父紀念館舉行簽名活動造成萬人空巷，媒體競相報導成為台灣第一個登上社會版新聞的娛樂新聞。四月小虎隊發行首張專輯逍遙遊。六月舉辦20場逍遙貨櫃小虎隊巡迴演出，造成全台轟動。七月出版男歌手第一本寫真集。八月日本NHK電視台來臺採訪小虎隊。十二月小虎隊專輯發行中國大陸創下正版唱片400萬張，第一部電影《游俠兒》開拍。
1990年小虎隊入圍第一屆金曲獎最佳演唱組合，並被日本NHK電視台獲選為"亞州最受歡迎的少年組合之一"，第一部電影《遊俠兒》，上映四月發行全台男歌手第一支歌舞音樂錄影帶，第三張專輯《紅蜻蜓》賣超過40萬張，十月和陳志朋接演第一部電視劇《小俠龍捲風》。
1991年八月，小虎隊赴中國大陸參加慈善義演，十一場演唱會，造成中國大陸小虎隊風潮。帶領紅孩兒參與第三屆金曲獎頒獎典禮擔任壓軸演出。因小虎隊成員陳志朋將入伍當兵，12月10日小虎隊舉辦再見歌友會宣布解散。

### 入伍前單飛時期（1992-1997）
吳奇隆單飛首張專輯《追風少年》和翌年第二張專輯《追夢》，分別在發行的一個月內突破100萬銷量。其中吳奇隆為陳志朋作詞的歌曲《祝你一路順風》膾炙人口，至今都是常用畢業歌。此時，吳奇隆、林志穎、金城武和蘇有朋被台灣媒體並稱為「四小天王」。
1993年，在台灣站穩陣腳後，正式進軍香港市場，在派上兩首國語歌曲《追夢》、《煙火》作為介紹後，年中推出其首支粵語主打歌《一天一天等下去》，即引起廣泛回響，香港華納唱片為他推出《一天一天等下去 新歌+精選》專輯。10月，推出第二波粵語主打快歌《死心不息》，重點宣傳下得到樂迷熱烈反應。12月參演電影《新同居時代》開始跨進香港電影圈發展，人氣高企的他於年底一舉拿下多個該年度香港樂壇新人獎項包括：TVB勁歌金曲「最受歡迎新人獎(男歌星)金獎」、RTHK十大中文金曲「最有前途新人獎(男歌手)金獎」、商業電台「叱咤樂壇過江龍金獎」等。
1994年2月，吳奇隆推出首張個人粵語專輯《愛出個未來》，首周便攀上香港唱片銷售榜冠軍位置及衝破雙白金銷量，成績斐然，《愛出個未來》一曲更成為「三台冠軍歌」。7月，推出第二張粵語專輯《My Summer Dream》，配合其主演香港電影《梁祝》上映，《梁祝》一曲入選成為TVB勁歌金曲第三季季選得獎歌曲。11月，推出其首張粵語新曲加精選《奇而濃》，主打歌《奇而濃的狂想》得到熱播，成為他在同一年的第二首「三台冠軍歌」。這年他亦有推出兩張全新國語專輯《想找一個地方》和《雙飛》，是他專輯產量最多的一年。年底，再度蟬聯商業電台頒發的「叱咤樂壇過江龍金獎」。
1995年4月，在台灣和新加坡舉辦多場虎嘯龍騰演唱會，同時也是最後一次小虎隊的大型演唱會演出。是年香港華納唱片出現人事變動，並沒有推出粵語專輯，年底亦約滿離開台灣飛碟唱片。
同時吳奇隆開始走上大螢幕，並且票房不俗，1993年出演張艾嘉出品的電影《新同居時代》，1994年被香港導演徐克相中，和楊采妮出演電影《梁祝》，1995年徐克因此又和兩人合作電影《花月佳期》（台灣片名《電線桿有鬼》）。因為擁有跆拳道和柔道的底子而成為許多導演動作片演員的不二人選，吳奇隆出演多部動作電影，同時也接拍台灣朱延平導演的多部軍教搞笑和動作片，其中1995年《號角響起》由台灣四小天王林志穎 、蘇有朋、金城武同台演出，這部由吳念真編劇的諷刺型軍教電影也成為台灣最後一部政府補助的軍教片。
1996年，吳奇隆轉會至正東唱片，推出了粵語專輯《找我》、國語專輯《有聲有影》和《英雄》，直到1997年2月因服兵役暫停。

### 兵役（1997-1998）
吳奇隆因有右肩習慣性脫臼問題常年兵役問題懸而未解，因為役男身分在台灣出入境困難，讓他錯失了很多海外演出機會，例如瓊瑤的知名電視劇還珠格格等。1997年2月在最當紅的時候被應召入伍，入伍後多次脫臼後至817醫院和榮總救治開刀，1998年因肩傷問題醫生建議可申請體位重判為丙等辦理停役。1998年9月吳奇隆因習慣性脫臼問題因陸續嚴重脫臼被歸為丙等轉國民兵役，總共當了418天兵，吳奇隆在退役之後召開記者會中只說了一句「還我清白」。而四百多天不能工作的生活，對於當時要幫父親還千萬巨債的吳奇隆雪上加霜。

### 退伍初期（1999-2000）
1999年出演多部電影，包括和徐若瑄一起主演的《好孩子》，和蔡少芬一起主演的《还我情心》，和赵薇一起主演的《缘份2000》，和朱茵一起主演的《有人说爱我》等等。並且轉往香港參與TVB無線電視台著名電視劇《創世紀》，成為首部於中国中央电视台黃金時段播出的港劇，為他進入大陸影視圈打下基礎。
2000年與陶晶瑩及馮德倫擔任第三十七屆金馬獎的主持人。同年和赵薇主演《侠女闯天关》，获得不错的收视和反响。

### 中國大陸時期（2000-至今）
2000年轉往大陸影劇界發展，包括2000年與趙薇合作的《俠女闖天關》，2002年和朱茵合作的《蕭十一郎》，还有之后的《少年王》、《名捕震关东》、《问君能有几多愁》等数十部电视剧，都取得不错的收视和成绩，其中以《萧十一郎》反响最大，最受欢迎，加深了观众对吴奇隆身为演员的身份印象和对吴奇隆演技的初步认可。
2006年與劉德華合作張之亮導演的古装战争電影《墨攻》，吴奇隆公司稻草熊也参与了墨攻的后期制作。2008年出演由李家同短篇小說改編的親情電影《車票》。
2011年吳奇隆出演唐人電影出品電視劇《步步驚心》，演出清朝皇帝雍正（四爺）一角大受歡迎。2012年台灣金鐘獎力邀回台壓軸頒獎，吳奇隆頒發最佳男主角獎時創下當晚最高收視率9.9。
2012年吴奇隆投资出品了梁羽生的经典武侠巨製《新白发魔女传》，取得热烈反响和非常不错的收视成绩和投资回报率，《新白发魔女传》的网络点击播放率突破20多亿点击率。2013年吴奇隆主演《步步驚心》的续集《步步惊情》，并将于6月份出演他自己公司投资出品的古装喜剧《犀利仁师》。

### 影視幕後
2003年吳奇隆創立自己的影視公司北京稻草熊影視開始,從事藝人經紀，動畫、電影、電視的策劃製作與發行 。
2004年開始發展動畫電影, 並得到日本手塚治蟲動畫室全力支持。公司有最先進高清晰度航拍設備，2006年曾為國際電影《墨攻》提供後期剪接服務，2007年拍攝陸港合拍電影《車票》，並為匈牙利電影《翡翠龍》提供拍攝及制作服務。
2006年正式接管原台灣開麗娛樂經紀的娛樂事業。
2012年於中國大陸成立北京稻草熊科技有限公司，從事網路遊戲和IOS平台遊戲的開發 。
2014年成立吳奇隆工作室，同時與香港太陽娛樂文化及澳門太陽城集團合資成立太陽動力文化傳播，從事唱片製作、唱片發行、音樂版權管理，並正式代理原台灣開麗娛樂經紀及其前身開麗創意組合經紀旗下藝人之音樂版權在中國地區的數位版權。
2018年於台灣重新成立開麗娛樂經紀，從事藝人經紀、演唱會及展演活動籌辦、音樂版權管理。

## 個人生活
1989年，吳奇隆出道後與同门團體憂歡派對的憂憂（蔡雨倫）交往。
1991年起，與少女隊的徐若瑄交往兩年，是徐若瑄的初戀。
1999年起，與香港女演員蔡少芬相戀三年，兩人當時都為家庭背負千萬巨債，被傳媒描述為苦命鴛鴦。
2006年12月13日，吳奇隆和來自雲南的女演員馬雅舒在昆明註冊結婚。2009年8月11日簽字離婚。
2013年11月13日，吳奇隆公布與劉詩詩戀情。2015年1月20日，吳奇隆於微博發布婚訊，於北京與劉詩詩正式登記結婚。2016年3月20日，在峇里島舉行婚禮。2018年12月20日，刘诗诗宣布怀孕。2019年，長子在台灣出生。

## 演出作品

### 電影
| 年份   | 片名                                                | 角色             |
| ------ | --------------------------------------------------- | ---------------- |
| 1990年 | 小俠龍旋風                                          | 余自敏           |
| 1990年 | 遊俠兒                                              | 小隆             |
| 1992年 | 逃學外傳                                            | 吳奇隆           |
| 1993年 | 新同居時代                                          | 史帝芬           |
| 1994年 | 梁祝                                                | 梁山伯           |
| 1995年 | 花月佳期（又名《電線桿有鬼》）                      | 江繼威           |
| 1995年 | 那有一天不想你                                      | 吳子奇 （Ricky） |
| 1995年 | 逃學戰警（又名《新紥新兄追女仔》）                  | 蒜頭             |
| 1996年 | 號角響起（又名《龍平特遣隊》/《四個不平凡的少年》） | 蕭鼎中 （隊長）  |
| 1996年 | 新喋血雙雄（又名《狹路險情》）                      | 吳志龍           |
| 1996年 | 頑皮炸彈（又名《漫畫王》）                          | 黑道少爺         |
| 1996年 | 邊緣青年（又名《生日多戀事》）                      | 小師傅-阿隆      |
| 1996年 | 狗蛋大兵（又名《狗蛋奇兵》/《號角響起前傳》）       | 蕭鼎中（隊長）   |
| 1997年 | 火燒島之橫行霸道                                    | 林建兒           |
| 1997年 | 天生絕配                                            | 吳正英           |
| 1999年 | 男生女生配（又名《好孩子1999》／《流氓學生》）      | 阿武             |
| 1999年 | 還我情心（又名《我心不死》／《靈異殺手》）          | 陳偉明（Leo）    |
| 2000年 | 緣，妙不可言（又名《緣份2000》／《真心格格》）      | Nicky            |
| 2000年 | 新賭國仇城（又名《新濠江風雲》／《至尊雀聖》）      | 葉少龍           |
| 2001年 | 有人說愛我                                          | 高釗文           |
| 2001年 | 初戀的故事                                          | 余波             |
| 2006年 | 墨攻                                                | 子團             |
| 2007年 | 新忠烈圖                                            | 曹頂             |
| 2008年 | 車票                                                | 志軒             |
| 2009年 | 镖行天下前传                                        | 王兆兴           |

### 電視劇
| 年份   | 劇名                                 | 角色                    | 性質         |
| 1991年 | 小俠龍旋風                           | 余自敏                  |              |
| 1996年 | 偶像一級棒之追夢一族                 | 陳達威                  |              |
| 1999年 | IT檔案                               | 電腦奇才                |              |
| 1999年 | 創世紀                               | 葉榮亨（Joe）           | 男配角       |
| 2000年 | 創世紀II天地有情                     | 葉榮亨（Joe）           | 男配角       |
| 2000年 | 俠女闖天關                           | 水若寒（林小龍）        |              |
| 2002年 | 蕭十一郎                             | 蕭十一郎                |              |
| 2002年 | 追夢                                 | 邵彬                    |              |
| 2002年 | 少年王                               | 衛斯理                  |              |
| 2002年 | 名捕震關東                           | 無情/伊藤               |              |
| 2003年 | 絲路豪俠                             | 燕逍遙                  |              |
| 2003年 | 六指琴魔                             | 傅雲俊                  |              |
| 2003年 | 動感地帶之鐵拳浪子                   | 康傑                    |              |
| 2004年 | 風滿樓                               | 敖謝天                  |              |
| 2004年 | 精衛填海                             | 刑天                    |              |
| 2005年 | 问君能有几多愁                       | 李煜(李後主)            |              |
| 2005年 | 大碼頭                               | 文阿陸(文洪業)          |              |
| 2006年 | 十全十美之相聚北京（又名《調包》）   | 李東俊                  |              |
| 2007年 | 聊齋奇女子                           | 喬生                    |              |
| 2007年 | 大约在冬季（又名《婦道》）           | 宮駿                    |              |
| 2007年 | 你是我的夢（又名《前世今生未了情》） | 叶霆/陶子亭             |              |
| 2008年 | 牽牛花開的日子                       | 夏慶恩                  |              |
| 2009年 | 約爾特奏鳴曲                         | 慕容羽                  |              |
| 2010年 | 江湖奇案                             | 柴斐(客串)              |              |
| 2010年 | 圣堂风云                             | 柳莫原                  |              |
| 2010年 | 扇娘                                 | 井上空月                |              |
| 2011年 | 步步驚心                             | 爱新觉罗·胤禛(雍正皇帝) |              |
| 2012年 | 刑名師爺                             | 段平                    |              |
| 2012年 | 新白髮魔女傳                         | 卓一航                  |              |
| 2012年 | 向着炮火前进                         | 雷子楓                  |              |
| 2013年 | 飞吧！骚年                           | 季浩伟                  |              |
| 2013年 | 向著勝利前進                         | 戰狼                    |              |
| 2014年 | 步步驚情                             | 殷正                    |              |
| 2014年 | 犀利仁師                             | 柳傲天                  |              |
| 2015年 | 寒冬                                 | 鄧子華                  |              |
| 2015年 | 向著幸福前進                         | 顏沛青                  |              |
| 2015年 | 蜀山战纪之剑侠传奇                   | 上官警我（绿袍尊者）    |              |
| 2016年 | 不可能完成的任务                     | 蓝之冰                  | 客串         |
| 2017年 | 繁星四月                             | 肖寒                    |              |
| 2017年 | 一粒红尘                             | 齐唐                    |              |
| 2018年 | 寻秦记                               | 展风                    | 网络剧，客串 |
| 2018年 | 蜀山戰紀2踏火行歌                    | 蕭月／百里流光          |              |
| 2018年 | 月嫂先生                             | 沈心唯                  |              |
| 2020年 | 三嫁惹君心                           | 师伯音                  |              |
| 2021年 | 我的砍价女王                         | 秦賀博                  |              |
| 待播   | 别了，拉斯维加斯                     | Olive                   |              |

### 微電影
| 年份   | 片名       | 角色                     |
| 2011年 | 夢回鹿鼎記 | 爱新觉罗·玄烨 (康熙皇帝) |
| 2011年 | 屌丝男士   | 第1季 客串               |

### 配音
| 年份   | 片名                | 角色   | 備註                                               |
| 1994年 | 拯救白鯨            |        | （國際「MEMOTIME－SAVE THE SEA」公益活動動畫短片） |
| 1996年 | 幻海西遊180         |        | （香港動畫電影）                                   |
| 1997年 | 小倩 中文版（台灣） | 寧采臣 |                                                    |

### 廣播劇
| 年份   | 劇名             | 角色 | 備註                         |
| 1994年 | 讓我愛你一個夏天 |      | （香港／粵語演出）           |
| 1999年 | 四個A 一個肥     |      | （香港／粵語演出）           |
| 2000年 | 那年那班         |      | （香港／長篇／全程粵語演出） |

### 舞台劇
| 年份   | 劇名           |
| 2001年 | 「錶」（台灣） |

### 導演
| 年份   | 劇名                                   | 備註                     |
| 1999年 | 《緣，妙不可言（真心格格／緣份2000）》 | 導演指定為副導演（電影） |
| 2001年 | 《蕭十一郎》                           | 部分橋段（電視劇）       |
| 2002年 | 《冒險王衛斯理（少年王）》             | 部分橋段（電視劇）       |

### 監製
| 年份   | 劇名                                                        |
| 2003年 | 鐵拳浪子                                                    |
| 2010年 | 海底淘法之 海洋世界、人類城鎮、迷霧叢林、金屬都市(動畫電影) |
| 2010年 | 無憾青春                                                    |
| 2011年 | 完美丈夫                                                    |
| 2012年 | 新白髮魔女傳                                                |
| 2013年 | 犀利仁師                                                    |
| 2015年 | 蜀山戰紀之劍俠傳奇                                          |

### 綜藝节目
| 播出年份 | 播出日期                     | 播出平台         | 節目名稱       | 備註     |
| 2020年   | 6月6日－9月3日               | 湖南衛視、芒果TV | 奇妙小森林     | 固定嘉賓 |
| 2020年   | 7月31日－9月30日             | 湖南衛視、芒果TV | 元氣滿滿的哥哥 | 固定嘉賓 |
| 2020年   | 10月10日                     | 湖南衛視、芒果TV | 快樂大本營     | 嘉賓     |
| 2021     | 4月30日                      | 浙江卫视         | 追星星的人     | 固定嘉賓 |
| 2021     | 2021年7月17日－2021年10月2日 | 湖南卫视         | 牛气满满的哥哥 | 固定嘉賓 |
| 2024     | 4月12日                      | 优酷视频         | 这是我的岛     | 飞行嘉賓 |

### 頒獎典禮
| 年份   | 節目         | 備註 |
| 2000年 | 第37屆金馬獎 | 主持 |

## 音樂作品
國語專輯：
- 《追風少年》（1992年8月4日）
- 《追夢》（1993年3月10日）
- 《驀然回首》（1993年10月14日）
- 《想找一個地方》（1994年4月1日）
- 《雙飛》（1994年9月12日）
- 《堅持》（1995年5月1日）
- 《孤星119》（1995年10月5日）
- 《有聲有影》（1996年7月10日）
- 《英雄》（1997年1月10日）
- 《旅程》（2016年7月1日）
- 《異世界》（2017年12月29日）

粵語專輯：
- 《愛出個未來》（1994年2月16日）
- 《My Summer Dream》（1994年7月1日）
- 《奇而濃》（1994年11月1日）
- 《找我》（1996年6月1日）

迷你專輯：
- 《Loving You幻彩CD Remix》 （1994年3月）
- 《2003國語影音全紀錄》（2003年8月16日）

精選輯：
- 《一天一天等下去 新歌+精選》（1993年8月11日）
- 《霹靂暴風 精選輯》（1996年12月15日）
- 《華納我愛經典系列 (吳奇隆)》（1999年3月1日）

日本版專輯:
- 《一人どこかで》（《想找一個地方》日本版, 1994年9月）

## 派台歌曲成績（香港地區）
| 派台歌曲四台上榜最高位置 | 派台歌曲四台上榜最高位置 | 派台歌曲四台上榜最高位置 | 派台歌曲四台上榜最高位置 | 派台歌曲四台上榜最高位置 | 派台歌曲四台上榜最高位置 | 派台歌曲四台上榜最高位置                                          |
| ------------------------ | ------------------------ | ------------------------ | ------------------------ | ------------------------ | ------------------------ | ----------------------------------------------------------------- |
| 唱片                     | 歌曲                     | 903                      | RTHK                     | 997                      | TVB                      | 備註                                                              |
| 1993年                   |                          |                          |                          |                          |                          |                                                                   |
| 追夢                     | 追夢                     | 14                       | -                        |                          | -                        |                                                                   |
| 追夢                     | 煙火                     | 21                       | -                        |                          | -                        |                                                                   |
| 一天一天等下去           | 一天一天等下去           | 2                        | 2                        |                          | 1                        |                                                                   |
| 一天一天等下去           | 祝你一路順風             | 19                       | -                        |                          | -                        |                                                                   |
| 驀然回首                 | 死心不息                 | 5                        | 2                        | 2                        | -                        |                                                                   |
| 愛出個未來               | Loving You               | 7                        | 5                        | -                        | -                        | OT：橫山輝一 ~ Loving You                                         |
| 1994年                   |                          |                          |                          |                          |                          |                                                                   |
| 愛出個未來               | 愛出個未來               | 1                        | 1                        | -                        | 1                        | 三台冠軍歌 電影《新同居時代》主題曲 OT：中西保志 ~ 君が微笑むなら |
| 愛出個未來               | 再愛的衝動               | 3                        | 7                        | -                        | -                        | 同曲曲目：蘇永康 ~ 讓我暖一些 OT：中西保志 ~ 最後の雨             |
| My Summer Dream          | 是我惹的禍               | 6                        | x                        | x                        | x                        | 叱吒903廣播劇《讓我愛你一個夏天》主題曲                           |
| My Summer Dream          | 不羈的女人               | -                        | 9                        | -                        | -                        |                                                                   |
| My Summer Dream          | My Summer Dream          | 25                       | 19                       | -                        | -                        |                                                                   |
| My Summer Dream          | 梁祝                     | 2                        | 5                        | -                        | -                        | 電影《梁祝》粵語主題曲                                            |
| 奇而濃 新歌＋精選        | 奇而濃的狂想             | 1                        | 1                        | -                        | 1                        | 三台冠軍歌 OT：東野純直 ~ 君だから                                |
| 1995年                   |                          |                          |                          |                          |                          |                                                                   |
| 火辣新音符               | 睡美人                   | 14                       | 12                       | -                        | -                        |                                                                   |
|                          | 活在幻想中               | 17                       | -                        | -                        | -                        | 電影《那有一天不想你》主題曲                                      |
| 孤星119                  | 孤星119                  | 28                       | -                        | -                        | -                        |                                                                   |
| 1996年                   |                          |                          |                          |                          |                          |                                                                   |
| 找我                     | 找我                     | 1                        | 2                        | -                        | 2                        |                                                                   |
| 找我                     | 誰令我                   | -                        | -                        | -                        | -                        |                                                                   |
| 找我                     | 如明日有幸再敘           | -                        | 3                        | -                        | -                        | 電影《新喋血雙雄》主題曲                                          |
| 1999年                   |                          |                          |                          |                          |                          |                                                                   |
| 正選99 Vol.3             | 其實我深深愛著你(國語版) | -                        | -                        | -                        | -                        | 電影《緣，妙不可言》片尾曲 改編自吳國敬的同名歌曲                 |
| 正選99 Vol.4             | 你不識愛我               | -                        | 16                       | -                        | -                        | 無綫電視劇《創世紀》片尾曲                                        |
| 2000年                   |                          |                          |                          |                          |                          |                                                                   |
| 天地連線精選             | 衝破萬變                 | -                        | -                        | 2                        | -                        |                                                                   |
| 2014年                   |                          |                          |                          |                          |                          |                                                                   |
| 全球中文音樂榜上榜       | 如果緣只到遇見           | -                        | -                        | -                        | -                        |                                                                   |
| 2016年                   |                          |                          |                          |                          |                          |                                                                   |
| 旅程                     | 手牽手                   | -                        | -                        | -                        | -                        | 與劉詩詩合唱                                                      |

| 各台冠軍歌總數 | 各台冠軍歌總數 | 各台冠軍歌總數 | 各台冠軍歌總數 | 各台冠軍歌總數    |
| -------------- | -------------- | -------------- | -------------- | ----------------- |
| 903            | RTHK           | 997            | TVB            | 備註              |
| 3              | 2              | 0              | 3              | 四台冠軍歌總數：0 |

*表示歌曲仍在該榜上

## 獎項
| 年份          | 獎項 | 結果 |
| 1990年        | 1990年度十大最高票房- 《游侠儿》 | 獲獎 |
| 1990年        | 1990小虎队获选日本NHK电视台《亚洲最受欢迎的少年组合》 | 獲獎 |
| 1992年        | 台湾十大最受欢迎偶像 | 獲獎 |
| 1992年        | 1992年偶像商品销售排行 第一名 | 獲獎 |
| 1992年        | 金曲龙虎榜81年秋季总排行 第二名-追风少年（民生报、金曲龙虎榜节目票选及唱片销售统计） | 獲獎 |
| 1992年        | 金曲龙虎榜81年年度总排行 第三名-追风少年（民生报、金曲龙虎榜节目票选及唱片销售统计） | 獲獎 |
| 1993年        | 台灣十大偶像- 第四名 | 獲獎 |
| 1993年        | 1993年偶像商品销售排行 第一名 | 獲獎 |
| 1993年        | 新加坡金曲獎 - 最佳新人 | 獲獎 |
| 1993年        | 香港TVB勁歌金曲第三季季選 - 得獎歌曲《一天一天等下去》 | 獲獎 |
| 1993年        | 香港新城勁爆頒獎禮 - 國語男歌手 銀獎 | 獲獎 |
| 1993年        | 香港叱吒樂壇流行榜頒獎典禮 - 叱吒樂壇過江龍 金獎 | 獲獎 |
| 1993年        | 香港十大勁歌金曲頒獎典禮 - 最受歡迎男新人獎 金獎 | 獲獎 |
| 1993年        | 香港十大中文金曲頒獎典禮 - 最有前途男新人獎 金獎 | 獲獎 |
| 1993年        | 金曲龙虎榜82年春季总排行 第一名-追梦（民生报、金曲龙虎榜节目票选及唱片销售统计） | 獲獎 |
| 1993年        | 《一天一天等下去》专辑登上香港销售冠军 | 獲獎 |
| 1993年        | 美国洛杉矶/北美事务协调委员会 颁赠吴奇隆「青年之光」 | 獲獎 |
| 1993年        | 1993萤光幕十大服装最佳艺人 | 獲獎 |
| 1994年        | 台灣十大偶像 - 第三名 | 獲獎 |
| 1994年        | 《愛出個未來》专辑登上香港销售冠军 | 獲獎 |
| 1994年        | 香港TVB勁歌金曲第三季季選 - 得獎歌曲《梁祝》 | 獲獎 |
| 1994年        | 香港叱吒樂壇流行榜頒獎典禮 - 叱吒樂壇過江龍 金獎 | 獲獎 |
| 1994年        | 金曲龙虎榜82年冬季总排行 第二名-蓦然回首（民生报、金曲龙虎榜节目票选及唱片销售统计） | 獲獎 |
| 1994年        | 金曲龙虎榜82年年度总排行 第三名-追梦（民生报、金曲龙虎榜节目票选及唱片销售统计） | 獲獎 |
| 1994年        | 流行歌曲「畅销排行榜」82年第三季总排行第一名 -蓦然回首（大成报票选、唱片销售统计及D.J.给分合计）                                                                                        | 獲獎 |
| 1994年        | 金曲龙虎榜83年夏季总排行 第二名──想找一个地方（民生报、金曲龙虎榜节目票选及唱片销售统计）                                                                                               | 獲獎 |
| 1994年        | 金曲龙虎榜83年秋季总排行 第一名-双飞（民生报、金曲龙虎榜节目票选及唱片销售统计） | 獲獎 |
| 1994年        | 荣获日本富士电视台「亚洲排行榜」第一季最受欢迎台湾艺人 | 獲獎 |
| 1994年        | 亚洲流行乐1990－1994百张佳作──《想找一个地方》（日本/ASIAPOP杂志 主办） | 獲獎 |
| 1994年        | “亚洲MTV票选” 冠军──“MY SUMMER DREAM”（日本/富士电视台 主办） | 獲獎 |
| 1994年        | 马来西亚「10thCWCCSC」奖项 | 獲獎 |
| 1995年        | 台灣十大偶像 - 第三名 | 獲獎 |
| 1995年        | 香港十大最高票房电影 -《新同居时代》 | 獲獎 |
| 1995年        | 《梁祝》香港年度第十二 | 獲獎 |
| 1995年        | 金曲龙虎榜83年年度总排行 第三名——双飞（民生报、金曲龙虎榜节目票选及唱片销售统计） | 獲獎 |
| 1995年        | 金曲龙虎榜84年夏季总排行 第一名──坚持（民生报、金曲龙虎榜节目票选及唱片销售统计） | 獲獎 |
| 1996年        | 台灣十大偶像 - 第三名 | 獲獎 |
| 1996年        | 新加坡FM933 - 十大最受歡迎歌曲《快樂的感覺永遠一樣》 | 獲獎 |
| 1996年        | 新加坡FM933十大最受歡迎男歌手 | 獲獎 |
| 1996年        | 全球十大華語影星選擧 - 第九名（金马奖组委会主办） | 獲獎 |
| 1996年        | 金曲龙虎榜84年冬季总排行 第二名-孤星119（民生报、金曲龙虎榜节目票选及唱片销售统计） | 獲獎 |
| 1996年        | 金曲龙虎榜84年年度总排行 第三名-孤星119（民生报、金曲龙虎榜节目票选及唱片销售统计） | 獲獎 |
| 1997年        | 金曲龍虎榜86年春季總排行 第四名──英雄（台灣／民生報、金曲龍虎榜節目票選及唱片銷售統計）                                                                                                 | 獲獎 |
| 1997年        | 台湾十大最高票房电影-《漫画王》（又名：顽皮炸弹） | 獲獎 |
| 1997年        | 《天生绝配》跟《火烧岛之横行霸道》则分别位居1997台北华语电影票房排名第6名跟第9名 | 獲獎 |
| 1999年-2010年 | 九九年男士健美潮流之星（香港／君子雜志、TLC Fitness Chain 合辦 1999.6） | 獲獎 |
| 1999年-2010年 | 十大「千禧才智型男士」（香港／君子雜志 主辦 1999.11） | 獲獎 |
| 1999年-2010年 | 十道光采名人（香港／明報周刊 主辦 1999.12） | 獲獎 |
| 1999年-2010年 | 「夢想公投」最受歡迎演員 第三名 | 獲獎 |
| 1999年-2010年 | 台灣演員 第一名（台灣／夢想家媒體 主辦 2000.12） | 獲獎 |
| 1999年-2010年 | 小時候迷戀偶像 第一名──「小虎隊」（台灣／「星貝達」網站 主辦 2001.4） | 獲獎 |
| 1999年-2010年 | 最受歡迎男演員 第一名（台灣／「夢想家」網站 主辦 2001.4） | 獲獎 |
| 1999年-2010年 | 江蘇有線電視台互動式綜藝節目 三等獎（大陸） | 獲獎 |
| 1999年-2010年 | 九一年最佳大陸劇票選 第一名──《蕭十一郎》（台灣／CIA－Mainland 主辦 2003.1） | 獲獎 |
| 1999年-2010年 | 九一年最佳首播大陸劇票選 第二名──《蕭十一郎》（台灣／CIA－Mainland 主辦 2003.1） | 獲獎 |
| 1999年-2010年 | 九一年最佳非大陸籍演員票選 第二名（台灣／CIA－Mainland 主辦 2003.1） | 獲獎 |
| 1999年-2010年 | 「百首懷念金曲」 第十名──《新年快樂》（台灣／飛碟電台主辦 2003.5） | 獲獎 |
| 1999年-2010年 | 「2003年中國最美麗50人」評選（網路票選） 第七名 （大陸／蒐狐網、人物周刊 主辦 2003.11）                                                                                                 | 獲獎 |
| 1999年-2010年 | E視娛樂人物周刊 娛樂人氣榜（網路票選） 第三名 （大陸／E視網 主辦 2003.12） | 獲獎 |
| 1999年-2010年 | 2004年第一屆E視網娛樂光榮榜（網路票選） | 獲獎 |
| 1999年-2010年 | 最佳電視劇 第三名──《蕭十一郎》（大陸／E視網主辦 2004.1） | 獲獎 |
| 1999年-2010年 | 電視劇風雲排行榜 最佳拍檔 第八名──吳奇隆、馬雅舒（大陸／CETV-3 主辦 2004.1） | 獲獎 |
| 1999年-2010年 | 未成年人（14歲以下）最喜歡的10部電視連續劇 | 獲獎 |
| 1999年-2010年 | 第六名──《少年王》（大陸／上海《青年報》 主辦 2004.11） | 獲獎 |
| 1999年-2010年 | 2005年年度 最佳電視男星 第二名（大陸／北京電視周刊 主辦 2005.12） | 獲獎 |
| 1999年-2010年 | 2005年年度人氣偶像 第四名 （大陸／北京電視周刊 主辦 2005.12） | 獲獎 |
| 1999年-2010年 | 電視劇風雲排行榜 螢屏「變相怪傑」第九名（大陸／CETV-3 主辦 2006.6） | 獲獎 |
| 1999年-2010年 | 電視劇風雲排行榜 體育劇星榜第五名──跆拳道運動員（大陸／CETV-3 主辦 2006.7） | 獲獎 |
| 1999年-2010年 | 第一屆CCTV中國文藝榜 第一次季榜 ──電影榜港台電影男演員 第五名 ──音樂榜港台男歌手 第一名(小虎隊) ──音樂榜港台男歌手 第十三名 ──電視劇榜港台男演員 第十八名（大陸／CCTV央視主辦 2006.10） | 獲獎 |
| 1999年-2010年 | 第一屆CCTV中國文藝榜 年度榜入圍 ──電影榜港台電影男演員 ──音樂榜港台男歌手（大陸／CCTV央視 主辦 2006.11）                                                                                | 獲獎 |
| 1999年-2010年 | 第二屆中國（三亞）國際電視廣告藝術節 ──國際廣告明星誠信獎（大陸／中國電視藝術家協會、中國廣告協會、三亞市人民政府 主辦 2006.12）                                                        | 獲獎 |
| 1999年-2010年 | 第一屆CCTV中國文藝榜 年度榜 ──電影榜港台電影男演員獎 冠軍 ──電視榜港台電視劇人氣獎 季軍《蕭十一郎》（大陸／CCTV央視 主辦 2007.2)                                                        | 獲獎 |
| 1999年-2010年 | 2008新娛樂慈善群星會 ── 最具動力慈善之星（2008.3） | 獲獎 |
| 1999年-2010年 | 2010年中央電視台春節聯歡晚會「我最喜愛的優秀節目」 ──歌舞類節目一等獎（小虎隊）（大陸/CCTV央視 主辦 2010.2）                                                                            | 獲獎 |
| 1999年-2010年 | 《風尚志》2010風尚權力榜 ──年度風尚質感男演員獎（大陸/風尚志 主辦 2010.8） | 獲獎 |
| 2011年        | 2011第五屆公益中國頒獎盛典公益明星社會責任獎(大陸/ 2011.3) | 獲獎 |
| 2011年        | 2011優酷影視盛典2011夏季盤點「港台地區最佳男演員獎」。（大陸/2011.7） | 獲獎 |
| 2011年        | 2011年8月19日《風尚志》五周年慶典 發布"風尚權力榜「讀者最喜愛的演員大獎（大陸/2011.8）                                                                                                  | 獲獎 |
| 2011年        | 2011年樂視影視年度最具人氣演員 | 獲獎 |
| 2011年        | 2011年秋季蒐狐視頻電視劇盛典穫得「最具網絡人氣男演員」，「最佳熒幕情侶」 | 獲獎 |
| 2011年        | 2011年BQ紅人榜年度影視紅人（大陸/2011.12.27）[1] | 獲獎 |
| 2011年        | 2011《芭莎男士》品位成功年度人物颁奖盛典──绝对吸引力明星奖 | 獲獎 |
| 2011年        | 2011《时尚COSMO》年度美容大奖──年度突破造型大奖 | 獲獎 |
| 2012年        | 第18屆上海電視節白玉蘭獎 - 最具人氣男演員《步步驚心》 | 獲獎 |
| 2012年        | 第7屆首爾國際電視節－觀眾投票最高人氣獎（臺灣）《步步驚心》 | 獲獎 |
| 2012年        | 2011奇艺年度盛典获得电视剧 最佳男演员，荣膺视帝 (四阿哥/步步驚心) | 獲獎 |
| 2012年        | 2011年腾讯星光大典“港台年度电视剧男演员” (四阿哥/步步驚心) | 獲獎 |
| 2012年        | 2012年第18届上海电视节白玉兰奖最佳男演员提名 (四阿哥/《步步驚心》) | 獲獎 |
| 2012年        | 2012年第18届上海电视节白玉兰奖最具人气男演员 (四阿哥/《步步惊心》) | 獲獎 |
| 2012年        | 香港時裝設計師協會 世界時尚天橋 - 十大傑出衣著藝人獎 | 獲獎 |
| 2012年        | 2012年華鼎獎 憑《步步驚心》獲中國最受媒體歡迎男演員 及 中國古裝題材電視劇最佳男演員 | 獲獎 |
| 2012年        | GQ年度人物2012颁奖盛典-“2012年GQ年度流行艺人奖” | 獲獎 |
| 2012年        | 2012凤凰时尚之选-年度华人时尚领袖之夜获“时尚领袖奖” | 獲獎 |
| 2012年        | 2012乐视盛典电视剧最巨影响力男演员 | 獲獎 |
| 2012年        | 2012十大娱乐风格人物-第一名 | 獲獎 |
| 2013年        | 第8屆首爾國際電視節－觀眾投票最高人氣獎（臺灣）《刑名师爷》 | 獲獎 |
| 2013年        | 2013越南DMA颁奖典礼- 最受欢迎男演员奖（台湾-新加坡区） | 獲獎 |
| 2013年        | 2012微博之夜- 获得“微博年度突破力奖”和“2012年微博King” 奖 | 獲獎 |
| 2013年        | 2013国剧盛典 最具影響力人物獎 | 獲獎 |
| 2013年        | 2013年BQ红人榜最重量级别的“年度红人”压轴大奖 | 獲獎 |
| 2013年        | 2013百度沸点“最受欢迎男演员” | 獲獎 |
| 2013年        | 2013乐视影视盛典“年度星月先锋人物” | 獲獎 |
| 2013年        | 2013乐视影视盛典“年度最具商业价值演员” | 獲獎 |
| 2013年        | 青春的选择2013年度盛典- 荣获“青年导师” | 獲獎 |
| 2014年        | 2014国剧盛典最具新媒体影响力演员 | 獲獎 |

## 外部連結
- 吳奇隆的新浪微博
- 吳奇隆的新浪博客
- 吳奇隆台灣後援會的Facebook專頁
- 吳奇隆在互联网电影资料库（IMDb）上的資料（英文）
- 吳奇隆在香港影庫上的簡介
- 吳奇隆在时光网上的簡介（简体中文）
- 吳奇隆在豆瓣上的资料（简体中文）